# Franjo Škrinjar
Franjo Škrinjar (Dragoslavec Breg, 17. svibnja 1920. – Zagreb, 17. veljače 1989.), hrvatski atletičar. Natjecao se za Jugoslaviju.
Natjecao se na Olimpijskim igrama 1960. u maratonskoj utrci. Osvojio je 10. mjesto.
Bio je član zagrebačkog Dinama.